# San Cristoforo
San Cristoforo är en ort och kommun i provinsen Alessandria i regionen Piemonte i Italien. Kommunen hade 580 invånare (2018).